# Saclà
Die F.lli Saclà S.p.A. ist ein international tätiger italienischer Nahrungsmittelhersteller. Das in Asti ansässige Familienunternehmen produziert italienische Konservenspezialitäten wie Antipasti, Oliven und Kapern, Pesti, Pastasaucen, Bruschetta-Aufstriche und Tapenaden.
Das Unternehmen wurde 1923 durch Piera und Secondo Ercole unter dem Namen SALPA, Stabilimento Astese Lavorazione Prodotti Alimentari in Asti gegründet und 1939 in SACLA, als Abkürzung für Società Anonima Commercio e Lavorazione Alimentari, umbenannt. In den 1960er Jahren wurde dem letzten „a“ der Akzent beigefügt. Zunächst auf die Konservenproduktion von Gemüse aus dem Piemont spezialisiert, erweiterte Saclà schrittweise sein Produktsortiment auf Spezialitäten der italienischen Küche, insbesondere in Öl und Essig.
Saclà beschäftigt rund 250 Mitarbeiter und erwirtschaftete 2006 einen Umsatz von 140 Millionen Euro.